# Жан-Марк Еро
Жан-Марк Еро́ (фр. Jean-Marc Ayrault [ɛʁo]; нар. 25 січня 1950, Молевріє, департамент Мен і Луара, Франція) — французький державний та політичний діяч. Член Соціалістичної партії. Міський голова Сен-Ерблена з 14 березня 1977 до 20 березня 1989 року. Мер Нанта з 20 березня 1989 року. Прем'єр-міністр Франції з 15 травня 2012 року до 31 березня 2014, міністр закордонних справ Франції з 11 лютого 2016 до 17 травня 2017 року.

## Біографія
Жан-Марк Еро народився 25 січня 1950 року, в Молевріє, що в департаменті  Мен і Луара, син Жозефа Еро, колишнього сільськогосподарського робітника, який згодом працював на текстильній фабрики, та Жоржетти Узено, колишньої швачки, яка пізніше стала домогосподаркою. 
Ранню освіту здобув в католицькій початковій школі Святого Йосипа в Молевріє, після чого, в період між 1961 та 1968 роками, навчався в ліцеї Кольбера, в Шоле. Згодом вивчав німецьку мову в Нантському університеті. У 1969—1970 роки провів рік навчання в Вюрцбурзькому університеті в Південній Німеччині. 1972 року отримав диплом вчителя німецької мови. Він залишився в районі Нанта на рік випробувального терміну учительства, який провів у Резе. 
Еро виріс в католицькій родині, у юності брав участь у Русі сільської християнської молоді. Був близький до доктрини теології визволення, тож незабаром вступив до спілки Християнської робітничої молоді. Після з'їзду в Епіне (1971) вступив 1972 року до Соціалістичної партії Франції.
З 1973 року й до обранням в Національні збори в 1986 року він працював в учителем німецької мови в сусідньому Сен-Ерблені.
1977 року у 27-річному віці був обраний мером Сен-Ерблена. На цій посаді пропрацював дванадцять років. До 1991 року входив до лівого крила соціалістичної партії (так звані попереністи). 1989 року соціалістична партія здобула шанс виграти вибори мера у Нанті, оскільки колишній правий мер відмовився від повторного балотування. З грудня 1988 року Еро став офіційним кандидатом на посаду мера. Його виборча кампанія мала потужну підтримку від тодішнього президента Франсуа Міттерана та прем'єр-міністра Мішеля Рокара. 12 березня 1988 року Еро у першому турі набрав 50,19 % голосів (його суперник Данієль Ожро одержав 40 %). 1995, 2001 і 2008 Еро був переобраний на посаді мера Нанта.
Після перемоги на президентських виборах 2012 року Франсуа Олланда розглядалися дві кандидатури на посаду прем'єр-міністра: Мартін Обрі та Еро. На думку швейцарського журналіста Матьє фон Рора, вибір на користь Еро свідчить про технократичний характер уряду, окрім того — це жест назустріч Німеччині, оскільки Еро володіє німецькою та має добрі контакти з німецькими соціал-демократами.

## Політична кар'єра

### Національні збори Франції
Голова парламентської фракції соціалістів в Національних Зборах Франції в 1997—2012 роках. Переобирався головою фракції в 2002, 2007 роках. 
Член Національних Зборів Франції від департаменту Атлантична Луара (3-й виборчий округ): в 1986—2012. Вперше обраний 1986 року, переобраний в 1988, 1993, 1997, 2002, 2007 роках. 
 

### Генеральна рада
Генеральний радник департаменту Атлантична Луара: 1976—1982 роках. 

### Муніципальна рада
Мер міста Нанта: Починаючи з 20 березня 1989 року. Переобраний в 1995, 2001, 2008 роках. 
Муніципальний радник Нанта: Починаючи з 20 березні  1989 року. Переобраний в 1995, 2001, 2008 роках. 
Мер Сен-Ерблена: в 1977—1989 роках. Переобраний 1983 року. 
Муніципальний радник Сен-Ерблена: в 1977—1989. Переобраний 1983 року. 

### Міське співтовариство
Президент міської спільноти Нант-Метрополь: починаючи з 2002 року. Переобраний 2008 року. 
Член ради спільноти Нант-Метрополь: починаючи з 2002 року. Переобраний 2008 року. 

### Урядова кар'єра
15 травня 2012 року призначений Прем'єр-міністром Франції новим президентом Франції Франсуа Олландом. 

## Перший склад уряду Жана-Марка Еро:16 травня—18 червня2012
- Жан-Марк Еро — Прем'єр-міністр;
- Лоран Фабіус — міністр закордонних справ;
- Венсан Пейон — міністр національної освіти;
- Крістен Тобіра — хранитель печаток, міністр юстиції;
- П'єр Московічі — міністр економіки, фінансів та зовнішньої торгівлі;
- Марісоль Турень — міністр соціальних справ та охорони здоров'я;
- Сесіль Дюфло — міністр житлового будівництва та рівності територій;
- Мануель Вальс — міністр внутрішніх справ;
- Ніколь Брик — міністр екології, енергетики та сталого розвитку;
- Арно Монтебур — міністр промислової модернізації;
- Мішель Сапен — міністр праці, зайнятості та соціального діалогу;
- Жан-Ів Ле Дріан — міністр оборони;
- Орелі Філіппетті — міністр культури та масових комунікацій;
- Женев'єв Фьоразо — міністр вищої освіти та науки;
- Нажа Валле-Белькасем — міністр з прав жінок та прес-секретар уряду;
- Стефан Ле Фоль — міністр сільського господарства та агропромислового комплексу;
- Маріліз Лебраншу — міністр державної реформи, децентралізації та державної служби;
- Віктор Люрель — міністр заморських територій;
- Валері Фурнерон — міністр у справах спорту, молоді, народної освіти та суспільного життя.

### Міністри-делегати
- Жером Каюзак — міністр-делегат бюджету (в підпорядкуванні міністра економіки, фінансів та зовнішньої торгівлі);
- Жорж По-Ланжевен — міністр-делегат успішної освіти (в підпорядкуванні міністра національної освіти);
- Ален Бачили — міністр-делегат зі зв'язків з парламентом (в підпорядкуванні прем'єр-міністра);
- Дельфін Бато — міністр-делегат у справах юстиції (в підпорядкуванні міністра юстиції);
- Франсуа Ламі — міністр-делегат у справах міст (в підпорядкуванні міністра житлового будівництва та рівних територій);
- Бернар Казенно — міністр-делегат з європейських справ (в підпорядкуванні міністра закордонних справ);
- Мішель Делоне — міністр-делегат у справах людей похилого віку та залежності (в підпорядкуванні міністра соціальних справ та охорони здоров'я);
- Сільвія Пінель — міністр-делегат ремесел, торгівлі і туризму (в підпорядкуванні міністра промислового відновлення);
- Бенуа Амон — міністр-делегат у справах економічної та соціальної солідарності (в підпорядкуванні міністра економіки, фінансів та зовнішньої торгівлі);
- Домінік Бертінотті — міністр-делегат з питань родини (в підпорядкуванні міністра соціальних справ та охорони здоров'я);
- Марі-Арлетт Карлотта — міністр-делегат у справах інвалідів (в підпорядкуванні міністра соціальних справ та охорони здоров'я);
- Паскаль Канфом — міністр-делегат у справах розвитку (в підпорядкуванні міністра закордонних справ);

 * Яміна Бангігі — міністр-делегат у справах французьких громадян за кордоном та франкофонії (в підпорядкуванні міністра закордонних справ);
- Фредерік Кюв'є — міністр-делегат транспорту та морського господарства (в підпорядкуванні екології, енергетики та сталого розвитку);
- Флер Пеллере — міністр-делегат у справах малого та середнього бізнесу, інновацій та цифрової економіки (в підпорядкуванні міністра промислового відновлення);
- Кадер Аріф — міністр-делегат у справах ветеранів (в підпорядкуванні міністра оборони).

## Другий склад уряду Жана-Марка Еро:21 червня2012— 31 березня 2014
Прем'єр-міністр Жан-Марк Еро був повторно призначений прем'єр-міністром 18 червня 2012 та обіймав посаду до 31 березня 2014. Це був його другий уряд, призначений президентом Республіки Франсуа Олландом. 
- Жан-Марк Еро — Прем'єр-міністр
- Лоран Фабіус — міністр закордонних справ;
- Венсан Пейон — міністр національної освіти;
- Крістен Тобіра — хранитель печаток, міністр юстиції;
- П'єр Московічі — міністр економіки та фінансів;
- Марісоль Турень — міністр соціальних справ та охорони здоров'я;
- Сесіль Дюфло — міністр житлового будівництва та рівності територій;
- Мануель Вальс — міністр внутрішніх справ;
- Дельфін Бато — міністр екології, енергетики та сталого розвитку;
- Арно Монтебур — міністр промислового відновлення;
- Ніколь Брик — міністр зовнішньої торгівлі;
- Мішель Сапен — міністр праці, зайнятості, професійної підготовки та соціального діалогу;
- Жан-Ів Ле Дріан — міністр оборони;
- Орелі Філіппетті — міністр культури та масових комунікацій;
- Женев'єв Фьоразо — міністр вищої освіти та науки;
- Нажа Валле-Белькасем — міністр з прав жінок та прессекретар уряду;
- Стефан Ле Фоль — міністр сільського господарства та агропромислового комплексу;
- Маріліз Лебраншу — міністр державної реформи, децентралізації та державної служби;
- Віктор Люрель — міністр заморських територій;
- Сільвія Пінель — міністр у справах ремесел, торгівлі та туризму;
- Валері Фурнерон — міністр у справах спорту, молоді, народного освіти та суспільного життя.

### Міністри-делегати
- Жером Каюзак — міністр-делегат бюджету (в підпорядкуванні міністра економіки, фінансів та зовнішньої торгівлі);
- Жорж По-Ланжевен — міністр-делегат успішної освіти (в підпорядкуванні міністра національної освіти);
- Ален Бачили — міністр-делегат зі зв'язків з парламентом (в підпорядкуванні прем'єр-міністра);
- Франсуа Ламі — міністр-делегат у справах міст (в підпорядкуванні міністра житлового будівництва та рівних територій);
- Бернар Казенно — міністр-делегат з європейських справ (в підпорядкуванні міністра закордонних справ);
- Мішель Делоне — міністр-делегат у справах людей похилого віку та залежності (в підпорядкуванні міністра соціальних справ та охорони здоров'я);
- Бенуа Амон — міністр-делегат у справах економічної та соціальної солідарності (в підпорядкуванні міністра економіки, фінансів та зовнішньої торгівлі);
- Домінік Бертінотті — міністр-делегат з питань родини (в підпорядкуванні міністра соціальних справ та охорони здоров'я);
- Марі-Арлетт Карлотта — міністр-делегат у справах інвалідів (в підпорядкуванні міністра соціальних справ та охорони здоров'я);
- Тьєррі Репентен — міністр-делегат з підготовки кадрів та навчання (в підпорядкуванні міністра праці, зайнятості, професійної підготовки та соціального діалогу);
- Паскаль Канфом — міністр-делегат у справах розвитку (в підпорядкуванні міністра закордонних справ);
- Яміна Бангігі — міністр-делегат у справах франкофонії (в підпорядкуванні міністра закордонних справ);
- Фредерік Кюв'є — міністр-делегат транспорту, у справах моря та рибальства (в підпорядкуванні екології, енергетики та сталого розвитку);
- Флер Пеллере — міністр-делегат у справах малого та середнього бізнесу, інновацій та цифрової економіки (в підпорядкуванні міністра промислового відновлення);
- Кадер Аріф — міністр-делегат у справах ветеранів (в підпорядкуванні міністра оборони).

## Родина
Жан-Мішель Еро з 1971 року одружений з Бріжітт Терр'єн, також уродженкою Молевріє. Дружина закінчила філологічний факультет і з 1974 року працює вчителькою в коледжі. З 1982 до 2001 року обиралася генеральною радницею кантону Сен-Ерблен-Західний Ендр. Подружжя має двох дочок.